# Præsidentvalget på Cuba 1944
Præsidentvalget på Cuba 1944 var et valg der foregik på Cuba den 1. juni 1944. Ramón Grau San Martín vandt præsidentposten for Auténtico-Republican Alliance banneret, mens Partido Auténtico blev det største parti Repræsentanternes hus, hvor de vandt 19 ud af 70 pladser. Carlos Saladrigas Zayas tabte magten ved dette valg.